# Callistocilla beatrix
Callistocilla beatrix är en mångfotingart som beskrevs av Hoffman 1977. Callistocilla beatrix ingår i släktet Callistocilla och familjen Chelodesmidae. Inga underarter finns listade i Catalogue of Life.